# Masters of Science Fiction
Masters of Science Fiction is een Amerikaanse-Canadees anthologieserie van dezelfde makers als Masters of Horror. De serie debuteerde op ABC op 4 augustus 2007, en liep in totaal vier afleveringen. Oorspronkelijk stonden er zes afleveringen gepland, maar twee afleveringen werden niet uitgezonden om onbekende reden.

## Achtergrond
De serie heeft dezelfde opbouw als Masters of Horror. Elke aflevering in de serie is een opzichzelfstaande televisiefilm. Elk van de films is een verfilming van een bekend kort verhaal.
De serie wordt gepresenteerd door de natuurkundige Stephen Hawking.
De twee ontbrekende afleveringen van de serie werden wel uitgezonden op Space in Canada.

## Afleveringen
| Titel           | Originele auteur   | Regisseur       |
| --------------- | ------------------ | --------------- |
| A Clean Escape  | John Kessel        | Mark Rydell     |
| The Awakening   | Howard Fast        | Michael Petroni |
| Jerry Was a Man | Robert A. Heinlein | Michael Tolkin  |
| The Discarded   | Harlan Ellison     | Jonathan Frakes |
| Little Brother  | Walter Mosley      | Darnell Martin  |
| Watchbird       | Robert Sheckley    | Harold Becker   |

## Voetnoten
1. ↑  Richmond, Ray, "Masters of Science Fiction" too artistic for ABC. Geraadpleegd op 4 augustus 2007.